# لعبة الراح

إن لعبة الراح (Jeu de raquettes جو دو راكيت\غاكيت بالفرنسية) لمن رياضات الراحة الملعوبة بكرة من مطاط، في ملاعب مفتوحة أو مغلوقة؛ عند دول كندا، المملكة المتحدة والولايات المتحدة الأمريكية۔

## رَ أيضا
- لعبة الراح في الألعاب الأولمبية الصيفية 1908
- لعبة الكف